# Ураго-д'Ольйо
Ураго-д'Ольйо, Ураґо-д'Ольйо (італ. Urago d'Oglio) — муніципалітет в Італії, у регіоні Ломбардія, провінція Брешія.
Ураго-д'Ольйо розташоване на відстані близько 460 км на північний захід від Рима, 55 км на схід від Мілана, 29 км на захід від Брешії.
Населення — 3949 осіб (2014).
Щорічний фестиваль відбувається 10 серпня. Покровитель — святий мученик Лаврентій.

## Демографія
Населення за роками:

Станом на 1 січня 2023 року в муніципалітеті офіційно проживали 592 іноземці з 17 країн, серед них 69 громадян країн Євросоюзу та 13 громадян України.

## Сусідні муніципалітети
- Кальчо
- К'ярі
- Чивідате-аль-П'яно
- Понтольйо
- Рудіано